# 下毛野公時
下毛野 公時（しもつけの の きんとき）は、平安時代中期の官人。童話「金太郎」のモデル。

## 略歴
下毛野氏は、10世紀以降に代々下級武官を務めた氏族であった。公時は近衛府の下級官人であった下毛野公友を父、尾張兼時の娘を母として長保2年（1000年）に出生した。
寛弘6年（1009年）には、近衛舎人となっており、18歳で死去するまでには番長となり、その間三条天皇の行幸に際しての歌舞（東遊）や、騎射（真手結）、相撲使を務め、併行して藤原道長の随身ともなっていた。
寛仁元年（1017年）8月24日以前に相撲使として赴いた筑紫にて死去。享年18。

## 伝説化
存命中、近衛府官人「第一の者」と言われ、死後もその評判は衰えなかった。『今昔物語集』では既に源頼光の郎党としての「公時」が見られており、伝説化の始まりと言える。その後鎌倉時代から中世末期にかけ、「頼光四天王」伝説の定着により、次第に「金太郎」伝説となっていったと考えられている。

## 系譜
- 父：下毛野公友[1]
- 母：尾張兼時の娘[1]